# Melanichneumon wadai
Melanichneumon wadai là một loài tò vò trong họ Ichneumonidae.